# Berjosowka (Perm)
Berjosowka (russisch Берёзовка) ist ein Dorf (selo) in der Region Perm in Russland mit 6904 Einwohnern (Stand 14. Oktober 2010).

## Geographie

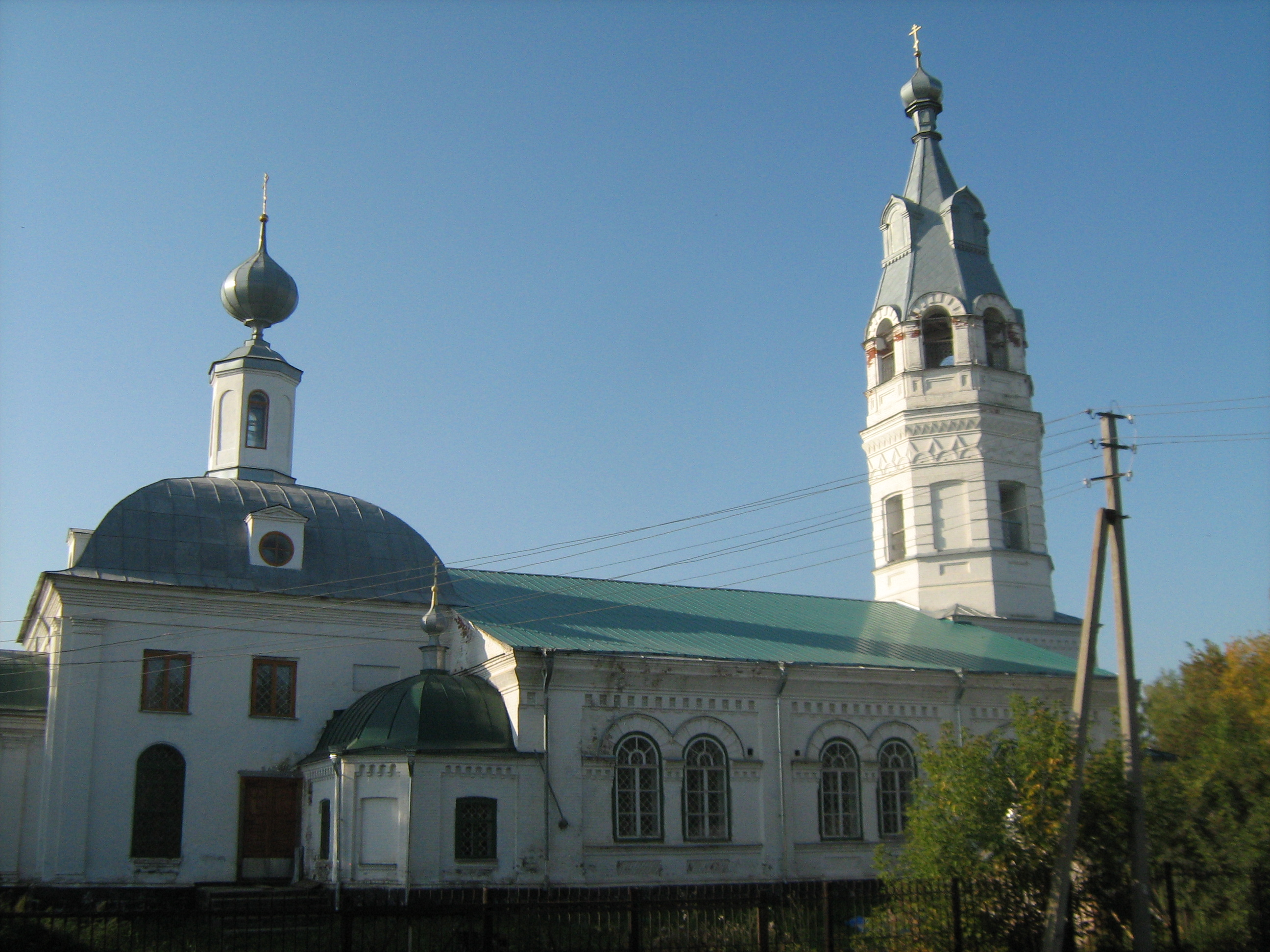
Christi-Himmelfahrt-Kirche in Berjosowka (erbaut 1805–1826)

Der Ort liegt etwa 75 km Luftlinie südöstlich des Regionsverwaltungszentrums Perm im westlichen Vorland des Ural. Er befindet sich an einem gleichnamigen Flüsschen, das in der Ortslage zu einem größeren Teich angestaut ist und am nordwestlichen Ortsrand von links in den rechten Sylwa-Nebenfluss Schakwa mündet.
Berjosowka ist Verwaltungszentrum des Rajons Berjosowski sowie Sitz der Landgemeinde Berjosowskoje selskoje posselenije. Zur Gemeinde gehören außerdem die acht Dörfer Bartym (7 km nordnordöstlich), Koptschikowo (5 km nordöstlich) und Matschino (3 km östlich) sowie Wanino, Jaburowo, Karnauchowo, Pentjurino und Schischkino (faktisch ineinander übergehend 2 km westlich bis 4 km nordwestlich des Zentrums am rechten Ufer der Schakwa). Der tatarische Bevölkerungsanteil ist mit etwa einem Sechstel für die Region relativ hoch.

## Geschichte
Der Ort wurde erstmals 1652 als Wosnessenski ostroschok urkundlich erwähnt; Wosnessenski von russisch Wosnessenije Gospodnje für „Christi Himmelfahrt“ nach der dort befindlichen Kirche, einem gleichnamigen Vorgängerbau der heutigen, und ostroschok für „kleiner Ostrog“. Zunächst siedelten dort zur Katorga Verurteilte aus Nordwestrussland, dem Gebiete der späteren Gouvernements Archangelsk und Wologda. Um 1800 wurde der Ortsname zu Wosnessenskoje verkürzt. Das Dorf gehörte zum Ujesd Kungur, ab 1781 als Teil der Statthalterschaft und ab 1796 des Gouvernements Perm, und wurde im 19. Jahrhundert Sitz einer Wolost. Gegen Ende des 19. Jahrhunderts erfolgte die Umbenennung in Berjosowskoje nach dem Fluss, dessen Name sich auf russisch berjosa für „Birke“ bezieht.
Im Dezember 1923 wurde erstmals ein Rajon mit Sitz in Berjosowka ausgewiesen, zunächst im Bestand des Okrugs Kungur, nach dessen Auflösung zum 1. Januar 1930 noch kurzzeitig im Okrug Perm der Oblast Ural, ab Mitte 1930 der Oblast direkt unterstellt. 1931 wurde der Rajon aufgelöst, aber am 25. Januar 1935 wiederhergestellt, als Teil der mittlerweile bestehenden Oblast Swerdlowsk und zu den Rajons gehörend, die am 3. Oktober 1938 als Oblast Perm ausgegliedert wurden. Von 1. Februar 1963 bis 12. Januar 1965 war der Rajon erneut vorübergehend aufgelöst und sein Territorium dem westlich benachbarten Kungurski rajon zugeordnet.
In den 1980er-Jahren verdoppelte sich die Einwohnerzahl des Dorfes, als eine Erdgaspipeline aus Westsibirien durch die Gegend geführt und dort Kompressorstationen errichtet wurden, woran in diesem Bereich auch Arbeiter und Technik aus der DDR im Rahmen des Projektes „Erdgastrasse“ beteiligt waren. Im Ort wurden verschiedene weitere Betriebe angesiedelt, im östlichen Teil eine Plattenbausiedlung errichtet und mehrere kleine Dörfer (Filatowo, Gratschi, Karga, Kukuschki) an Berjosowka angeschlossen.

### Bevölkerungsentwicklung
| Jahr | Einwohner |
| ---- | --------- |
| 1897 | 770       |
| 1939 | 1359      |
| 1959 | 1911      |
| 1970 | 2947      |
| 1979 | 3545      |
| 1989 | 6978      |
| 2002 | 7062      |
| 2010 | 6904      |

Anmerkung: Volkszählungsdaten

## Verkehr
Am südöstlichen Rand des Dorfes führt die Regionalstraße 57K-0001 vorbei, die unweit der 30 km südwestlich gelegenen Stadt Kungur an der föderalen Fernstraße R242 (Perm – Jekaterinburg) beginnt und in nördlicher Richtung weiter über Lyswa und Tschussowoi nach Beresniki und Solikamsk verläuft.
In Kungur sowie im Dorf Tulumbassy, in südöstlicher Richtung etwa gleich weit über eine Lokalstraße von Berjosowka entfernt, befinden sich an der Hauptstrecke der Transsibirischen Eisenbahn auch die nächstgelegenen Bahnstationen.